# Рот Фронт-7
Рот Фронт-7 (РФ-7) — рекордный планёр конструкции Олега Антонова.

## Конструкция
В 1938 году на Планёрном заводе было построено 5 планёров типа РФ-7. Конструкция обеспечивала удобство и безопасность эксплуатации. Планёр представлял собой свободнонесущий высокоплан с небольшой обратной стреловидностью и поперечным V, равным 1,2°. Кабина лётчика была закрытой.
Уменьшению взлётной и посадочной скоростей способствовали щитки Шренка, отклонявшиеся на угол до 50°. Был принят целый ряд мер для улучшения аэродинамики планёра, поэтому его аэродинамическое качество доходило до 30,5.
Для повышения скорости на маршруте использовался бак с водяным балластом общим весом до 80 кг, который располагался за спиной пилота в центре тяжести планёра. Для облегчения посадки сливался балласт и выпускались посадочные щитки.
Каркас фюзеляжа был образован набором шпангоутов и стрингеров и был обшит фанерой толщиной от 1,5 до 3,5 мм.
За балластным баком располагалось посадочное колесо, которое убиралось в полёте, а отсек закрывался створками. Ввиду высокой эксплуатационной скорости все рули и элероны во избежание вибраций были уравновешены в весовом отношении. Прочность планёра была рассчитана по нормам для пилотажных планёров.

## Рекорды
- 6 июля 1939 года О. Клепикова установила мировой рекорд дальности полёта — 749 км;
- Е. Прохорова установила мировые рекорды высоты (3388 м) и дальности полёта до намеченного пункта (343 км);
- Е. Зеленкова установила рекорд дальности полёта с возвращением на старт — 94,8 км.

## Лётно-технические характеристики
- Размах крыла — 16,24 м;
- Длина — 5,00 м;
- Относительное удлинение — 21;
- Площадь крыла — 12,50 м;
- Полётная масса — 410 кг;
- Максимальное аэродинамическое качество — 29-30;
- Скорость максимально аэродинамического качества — 88 км/ч;
- Скорость минимального снижения — 85 км/ч;
- Минимальное снижение — 0,76 м/сек;
- Посадочная скорость — 88 км/ч;
- Эксплуатационная скорость — до 200 км/ч;
- Предельно допустимая перегрузка — 8;
- Экипаж — 1 человек.